# EPH (entreprise)
Pour les articles homonymes, voir EPH.
Energetický a průmyslový holding (EPH, que l'on peut traduire par « holding énergétique et industrielle » en français) est une entreprise tchèque de production et de distribution d'électricité d'origine thermique (charbon et gaz).

## Histoire
Elle est fondée en 2009 en tant que filiale à 67 % des fonds d'investissement J&T (en) et PPF.
En janvier 2013, EPH acquiert Slovak gas, une coentreprise entre Engie et E.ON pour environ 2,6 milliards d'euros. Slovak gas ayant notamment une participation de 49 % dans Slovensky Plynarensky Priemysel (SPP),. 
En mai 2013, EDF vend sa participation de 49 % dans Stredoslovenská energetika (SSE) à EPH pour environ 400 millions d'euros.
En juin 2014, PPF vend sa participation de 40 % dans EPH pour un montant inconnu, mais estimé à 1,1 milliard d'euros. Daniel Křetínský, le directeur général de EPH, et qui détenait déjà 20 % d'EPH voit sa participation monter à 37 %, Patrik Tkac prend également une participation de 37 % et J&T vend également une partie de ses actions pour passer à une participation de 26 %.
En novembre 2014, EPH acquiert la centrale thermique Eggborough située au Royaume-Uni.
En janvier 2015, E.ON vend ses activités thermiques en Italie représentant 4 500 MW à EPH pour un prix estimé entre 500 et 600 millions d'euros.
En juillet 2015, EPH acquiert à EDF sa participation de 95 % dans Budapesti Erőmű comprenant trois unités de cogénération.
En décembre 2015, Enel annonce la vente de sa participation de 66 % dans Slovenske Elektrarne à EPH pour 750 millions d'euros.
En janvier 2016, RWE vend sa centrale de Lynemouth situé en Angleterre et ayant une capacité de 420 MW à EPH pour un montant inconnu.
En avril 2016, Vattenfall annonce la vente de ses activités dans les énergies fossiles et charbonnières en Allemagne à EPH pour un montant symbolique. De plus, Vattenfall est contraint de verser 1,7 milliard de dollars à EPH pour compenser les déficits futurs de ces activités, bien que leur valeur comptable soit de 3,4 milliards d'euros. La vente de ces activités thermiques réduit d'environ 30 % la capacité de production de Vattenfall, mais réduit en même temps de 70 % ses émissions à gaz à effet de serre,.
En juillet 2019, Uniper annonce la finalisation de la vente à EPH de l'ensemble de ses activités françaises, notamment de ses deux centrales à charbon à Gardanne (Bouches-du-Rhône) et Saint-Avold (Moselle), appelées à être fermées, ainsi que des parcs éoliens et solaires.
EPH détient 49 % d'Eurstream – l'État slovaque 51 % –, le plus grand transporteur de gaz russe vers l'Union européenne.